# 沢賢介
沢 賢介(さわ けんすけ、1925年5月20日 - 1985年2月11日)は、日本の映画監督・脚本家である。元録音技師。旧漢字表記澤 賢介。
PR映画、記録映画の世界から転身し、黎明期の成人映画界で活動し、独立系成人映画史上初めてのオールカラー映画『深い欲望の谷間』を監督した人物としても知られる。文化庁日本映画情報システムにおける「沢賀介」は誤記である。

## 人物・来歴

### 記録映画から新東宝へ
1925年（大正14年）5月20日、東京府荏原郡世田ヶ谷町大字太子堂（現在の東京都世田谷区太子堂）に生まれる。1932年（昭和7年）10月1日には、同地区は東京市に編入されて東京府東京市世田谷区太子堂となる。
1943年（昭和18年）3月、第一高等無線専門学校を満17歳で卒業する。1944年（昭和19年）2月、社団法人日本映画社に入社、同社技術部録音課（課長・橋本要）に配属される。同年8月には、フィリピン・マニラのエスコルタ街に置かれた同社マニラ支局（支局長・安原正喜）に配転される。1945年（昭和20年）8月15日、第二次世界大戦が終結し、その前後には本土に復員、1946年（昭和21年）12月には同社は株式会社に改組されるが、引き続き同社に所属、ニュース映画の演出・編集を手がける。同社は1951年（昭和26年）12月5日には東宝の出資により日本映画新社と改称するが、沢はその前年1950年（昭和25年）に同社を退社し、以降、フリーランスの助監督になった。
フリーランスとしてPR映画、記録映画の製作に携わり、1952年（昭和27年）3月、満26歳で結婚した。新東宝では、1953年（昭和28年）5月27日に公開された『残波岬の決闘』で監督に昇進した内川清一郎（1922年 - 2000年）に師事した。沢自身も同年9月7日に公開された『娘を売る街 赤線区域』で劇場用映画の監督に昇進した。ただしその後は5年間、劇映画の監督作はなく、1958年（昭和33年）には、同年1月9日公開の短篇ショウ映画『裸女の曲線』を監督、同年2月25日公開の『毒婦高橋お伝』（監督中川信夫）に沢による原案が採用されたほか、新東宝の初代社長だった佐生正三郎が設立した日米映画が製作、日本テレビ放送網がテレビ映画として放映した後で新東宝が劇場公開する、中篇映画『脱衣室の殺人』を監督した。1959年（昭和34年）5月15日 - 1961年（昭和36年）2月3日に全91回放映された、日米映画製作による連続テレビ映画『矢車剣之助』で、具体的な話数は不明であるが監督を務めた。同年には、大蔵貢が新東宝とは別に経営していた富士映画で、教育映画『強い風』を監督した記録が残っている。新東宝は同年5月には製作を停止し、8月末には倒産した。

### 成人映画の時代
1963年（昭和38年）7月2日、矢元照雄（1910年 - 2012年）の国映が製作・配給した成人映画『喜劇 新婚の悶え』を監督して、独立系成人映画の世界に進出する。『日本映画発達史』の田中純一郎は、同書のなかで黎明期のおもな脚本家・監督として、若松孝二、高木丈夫（本木荘二郎の変名）、南部泰三、小林悟、新藤孝衛、糸文弘、小川欽也、小森白、山本晋也、湯浅浪男、宮口圭、藤田潤一、小倉泰美、浅野辰雄、渡辺護、片岡均（水野洽の変名）、福田晴一、深田金之助の名を挙げているが、沢について言及していない。西原儀一は、既存の映画監督のなかでこの時期に成人映画を手がけた監督として、小川欽也、福田晴一、深田金之助、倉橋良介、田中徳三、萩原遼の名を挙げたが、やはり沢には言及しなかった。『ピンク映画水滸伝 その二十年史』の鈴木義昭は、沢は、小林悟、本木荘二郎、関孝二、北里俊夫、三輪彰につづく史上6人目の「ピンク映画監督」であり、『新婚の悶え』は独立系成人映画では初の喜劇映画だという。
1967年（昭和42年）12月19日に公開された『穴』は、美矢かほるを主演に清水世津、一星ケミ、相原香織、松井康子、左京未知子といったスターを配し、ドキュメンタリータッチで描いた作品であり、レズビアン描写が存在することで特筆される。1969年（昭和44年）5月1日に公開された『深い欲望の谷間』は、従来のいわゆる「ピンク映画」では、白黒映画であるか、部分的にカラーフィルムを使用する「パートカラー」であったが、同作が初めて、全篇にイーストマン・カラーを使用した作品であった。同作の主演女優には、水城リカと祝真理という若手を配した。
同年3月に公開された『性鬼』以降はほとんど関東ムービー配給社の製作あるいは配給作品であり、翌1970年（昭和45年）以降はほとんどが大蔵映画配給である。自前のプロダクションを構え、同年に結成された監督プロダクション協会の設立に、小川欽也、奥脇敏夫、若松孝二、渡辺護、武田有生、向井寛、梅沢薫、佐々木元、木俣堯喬、進藤孝衛、関孝二とともに参加した。1970年代以降は埼玉県朝霞市に居を構えていた。1971年（昭和46年）11月、老舗であり大手五社の一社であった日活が成人映画路線に全面的に舵を切り、「日活ロマンポルノ」（1971年 - 1988年）を開始するが、沢は基本的にはこれに参加していない。1974年（昭和49年）7月20日に公開された『㊙香港人肉市場』が日活の配給により公開されているが、同作は外部製作によるものであり、野上正義・東祐里子といった独立系のキャスティングで製作されたが、沢にとっての最初で最後の「日活ロマンポルノ」であった。
沢は1980年代に入っても引き続き、大蔵映画で成人映画を監督しつづけた。『成人映画』編集長の川島のぶ子は「すべて自身の脚本で演出は手堅い」と評価し（1976年）、鈴木義昭は「（56歳の現在も）水準を維持したピンク映画らしいピンク映画をつくり続けている人」と評価し「きっとピンク映画がこの国から消えてなくなる日までピンク映画を撮っているのではないだろうか」と書いたが（1982年）、沢は、1985年（昭和60年）2月11日、死去した。満59歳没。沢の訃報を掲載した『映画年鑑1986』の「映画人哀悼録」では、没年齢を「72歳」である旨、記載されている。野上正義（1940年 - 2010年）は翌1986年（昭和61年）9月に上梓した著書で沢に触れ、「主として大蔵系のピンクで監督して来たが、昨年亡くなられた」と記した。遺作は亡くなる前月に公開された『乱行エクスタシー夫人』（製作・配給大蔵映画）であった。

### 再評価
2015年（平成27年）は生誕90周年・没後30周年にあたる。同年1月現在、沢の旧作の上映はみられず、2001年（平成13年）6月25日にビームエンタテインメント、2008年（平成20年）11月29日に紀伊國屋書店がそれぞれ、沢が原案を提供した『毒婦高橋お伝』のDVDを発売するのみである。

## フィルモグラフィ
特筆以外すべてのクレジットは「監督」である。東京国立近代美術館フィルムセンター（NFC）等の所蔵・現存状況についても記す。

### 1960年代
- 『娘を売る街 赤線区域』[12]（『赤線区域』[2]） : 製作佐藤肇、原作神崎清、主演瀬能礼子、製作佐藤プロダクション、配給新東宝、1953年9月7日公開（映倫番号 不明） - 監督・脚本
- 『裸女の曲線』 : 撮影佐原福松、製作聯映映画、配給新東宝、1958年1月9日公開（ショウ映画・成人映画・映倫番号 20203） - 構成
- 『毒婦高橋お伝』 : 製作大蔵貢、監督中川信夫、脚本中津勝義・中沢信、主演若杉嘉津子・丹波哲郎、製作・配給新東宝、1958年2月25日公開（成人映画・映倫番号 10481） - 原案、74分の上映用プリントをNFCが所蔵[8]・ハピネットが2001年DVD化
- 『脱衣室の殺人』 : 製作峰村謙二、脚本柳館雅章・高木敬、音楽・録音吉野達弥、主演左京路子、製作日米映画・日本テレビ放送網、配給新東宝、1958年11月22日公開（中篇映画・映倫番号 10871）
- 『矢車剣之助』 : 他の監督高見貞衛・荒井岱志・中村純一、原作堀江卓、脚本西沢治、主演手塚茂夫、製作日米映画、放映日本テレビ放送網、1959年5月15日 - 1961年2月3日放映（連続テレビ映画・全91回） - 監督[1]
- 『強い風』 : 製作東隆史・中川雅夫、脚本加藤一郎、製作富士映画、1961年発表（教育映画） - 監督・脚本[18]
- 『喜劇 新婚の悶え』 : 製作・企画矢元照雄、主演久野四郎・香取環、製作国映映画、配給国映、1963年7月2日公開（成人映画・映倫番号 13149） - 監督・脚本

- 『夜匐い虫』 : 製作三協プロダクション、1965年6月公開（成人映画・映倫番号 14007）
- 『漁色』 : 製作田中利男、企画井上猛夫、主演桂奈美（麻木正美とも）、製作三協、配給センチュリー映画社、1965年7月28日公開（成人映画・映倫番号 14093） - 監督・80分の16mmフィルム版上映用プリントをデジタルミームが所蔵[14]
- 『未亡人日記』 : 製作井上猛夫・永田光雄、企画藤村治、撮影柾木四平、主演城山路子、製作レンジャー、配給センチュリー映画社、1966年1月公開（成人映画・映倫番号 14324） - 監督・脚本
- 『穴』 : 総指揮沖山貞雄、製作北原進、企画久保田修二、主演美矢かほる、製作サワプロダクション、配給アジアフイルムズ、1967年12月19日公開（成人映画・映倫番号 15143） - 監督・脚本、80分の16mmフィルム版上映用プリントをデジタルミームが所蔵[14]

- 『色気ざかり』 : 製作佐久間大輔、主演美矢かほる、製作沢プロダクション、配給六邦映画、1968年6月公開（成人映画・映倫番号 15362） - 製作・監督、59分の上映用プリントをNFCが所蔵[8]
- 『色くるい』 : 製作沢賢介・佐久間大輔、企画久保田修二、主演清水世津、製作サワプロダクション、配給葵映画、1968年9月公開（成人映画・映倫番号 15473） - 製作・監督・脚本
- 『夜の寄生虫』[9][12]（『寄生虫』[8]） : 企画久保田修二・佐久間大輔、主演鶴岡八郎・林美樹、製作サワプロダクション、配給六邦映画、1968年10月公開（成人映画・映倫番号 15515） - 製作・監督、『寄生虫』題・70分の上映用プリントをNFCが所蔵[8]
- 『乳房の密猟』 : 主演白川和子、製作沢プロダクション、1968年11月公開（成人映画・映倫番号 15590）

- 『性鬼』 : 企画久保田修二、主演一星ケミ、製作サワプロダクション、配給関東ムービー配給社、1969年3月公開（成人映画・映倫番号 15762） - 監督・脚本
- 『ペテン師と極道女』 : 製作・配給六邦映画、1969年4月公開（成人映画・映倫番号 15830）
- 『深い欲望の谷間』[12]（『深い欲情の谷間』[9]） : 製作・企画長野光晴、原案久保田修二、主演椙山拳一郎・水城リカ、製作サワプロダクション・大阪シネマ興業、配給アジアフィルムズ、1969年5月1日公開（成人映画・映倫番号 不明） - 製作・企画・監督・脚本（日本初のオールカラーピンク映画）
- 『一夫多妻』 : 製作沢プロダクション、1969年6月公開（成人映画・映倫番号 15883）
- 『人妻千一夜』 : 主演白川和子、製作沢プロダクション、配給関東ムービー配給社、1969年7月8日審査・9月公開（成人映画・映倫番号 15974）
- 『禁じられた失神』 : 製作沢プロダクション、1969年10月11日審査・公開（成人映画・映倫番号 16087）
- 『絶倫の報酬』 : 主演一星ケミ、製作サワプロダクション、1969年11月12日審査・公開（成人映画・映倫番号 不明）
- 『奏でる名器』 : 主演高鳥和子、製作サワプロダクション、配給関東ムービー配給社、1969年12月16日審査・公開（成人映画・映倫番号 不明）

### 1970年代
- 『女子大生の秘蔵品』 : 主演祝真理、製作サワプロダクション、配給関東ムービー配給社、1970年2月10日審査・（成人映画・映倫番号 不明）
- 『情炎女護ヶ島』 : 製作サワプロダクション、配給関東ムービー配給社、1970年4月24日審査・5月公開（成人映画・映倫番号 16344）
- 『好色東名高速道路 女体なで斬り』（『好色東名神 女体なで斬り』[25]） : 製作サワプロダクション、配給関東ムービー配給社、1970年6月22日審査・7月公開（成人映画・映倫番号 16424）
- 『カーセックス』 : 製作サワプロダクション、配給関東ムービー配給社、1970年9月公開（成人映画・映倫番号 16494）
- 『見える見える 女体探偵術』 : 製作サワプロダクション、配給関東ムービー配給社、1970年9月25日審査・公開（成人映画・映倫番号 16512）
- 『SEXアニマル』 : 製作サワプロダクション、配給関東ムービー配給社、1970年11月9日審査・12月公開（成人映画・映倫番号 16572）

- 『(裸)おんな天国』[9][12]（『㊙おんな天国』[25]） : 主演乱孝寿、製作サワプロダクション・関東ムービー配給社、配給OP映画配給、1970年12月11日審査・1971年1月公開（成人映画・映倫番号 16623）
- 『まだ行かないの』 : 主演藤沢ナナ、製作サワプロダクション・関東ムービー配給社、配給OP映画配給、1971年2月6日審査・3月公開（成人映画・映倫番号 不明）
- 『妻の浮気夫の浮気』 : 主演珠留美、製作サワプロダクション・関東ムービー配給社、配給OP映画配給、1971年3月30日審査・4月公開（成人映画・映倫番号 16729）
- 『桃色探訪カーホテル』 : 主演青山美沙、製作サワプロダクション・関東ムービー配給社、配給OP映画配給、1971年4月26日審査・5月公開（成人映画・映倫番号 16768）
- 『花弁の悦楽』 : 製作サワプロダクション、1971年6月3日審査・公開（成人映画・映倫番号 不明）
- 『セックス・セールス』[25]（『セクッス・セールス』[12]誤記） : 主演真湖道代、製作関東ムービー配給社、配給OP映画配給、1971年8月9日審査・9月公開（成人映画・映倫番号 16886）
- 『世界セックス大全集』 : 主演白川和子、製作関東ムービー配給社、配給OP映画配給、1971年9月20日審査・9月公開（成人映画・映倫番号 16923）
- 『女体貸します』[9][12]（『女体で貸します』[25]） : 主演宮下順子・山路昇子、製作関東ムービー配給社、配給OP映画配給、1971年11月25日審査・12月公開（成人映画・映倫番号 17001）

- 『セックス診断』 : 主演三条ベラ、製作関東ムービー配給社、配給OP映画配給、1972年2月17日審査・3月公開（成人映画・映倫番号 17107）
- 『続・世界セックス大全集』（『続・セックス大全集』[9][12][25]） : 主演泉ユリ、製作関東ムービー配給社、配給OP映画配給、1972年4月17日審査・5月公開（成人映画・映倫番号 17173）
- 『やり逃げ専科』 : 製作久保田修二、企画桑原正衛・沢賢介、主演宮下順子、製作関東ムービー配給社、配給OP映画配給、1972年8月公開（成人映画・映倫番号 17290） - 企画・監督・脚本
- 『夜の沖縄 ポルノ狩り』 : 主演谷身知子、製作関東ムービー配給社、配給OP映画配給、1972年10月公開（成人映画・映倫番号 17359）
- 『乳房変身』 : 主演瀬良美以、製作関東ムービー配給社、配給OP映画配給、1972年11月公開（成人映画・映倫番号 17404）

- 『濡れ濡れ欲情記』 : 主演アミ敦子、製作関東ムービー配給社、配給OP映画配給、1973年1月公開（成人映画・映倫番号 17455）
- 『(秘)失神トルコ風呂』 : 主演桜マミ、製作関東ムービー配給社、配給OP映画配給、1973年3月公開（成人映画・映倫番号 17540）
- 『Y学講座 三人娘の男狩り』[12]（『三人娘の男狩り』[9]） : 主演北見マヤ、製作関東ムービー配給社、配給OP映画配給、1973年5月公開（成人映画・映倫番号 17612）
- 『ある浮気妻の生態』（『ある浮気の生態』[9][12]） : 主演花園恵子、製作関東ムービー配給社、配給OP映画配給、1973年7月公開（成人映画・映倫番号 17669）
- 『好色団地妻』 : 主演北見マヤ、製作関東ムービー配給社、配給OP映画配給、1973年10月公開（成人映画・映倫番号 17803）
- 『馬性陰獣』[9]（『魔性の淫獣』[12]） : 主演花園恵子、製作関東ムービー配給社、配給OP映画配給、1973年12月公開（成人映画・映倫番号 17854）

- 『(秘)パンマ性感地帯』 : 主演青山リマ、製作関東ムービー配給社、配給OP映画配給、1974年1月公開（成人映画・映倫番号 17891）
- 『赤坂SEX地帯』 : 主演東祐里子、製作関東ムービー配給社、配給OP映画配給、1974年5月公開（成人映画・映倫番号 18005）
- 『㊙香港人肉市場』 : 製作久保田修二・佐久間大輔、主演野上正義・東祐里子、製作サワプロダクション、配給日活、1974年7月20日公開（成人映画・映倫番号 18036） - 企画・監督・脚本
- 『港・函館情慾の夜』（『港函館情欲の夜』[9][12]） : 主演小島麻里、製作関東ムービー配給社、配給OP映画配給、1974年7月公開（成人映画・映倫番号 18085）
- 『トルコ嬢の性歓地帯』 : 主演小島麻里、製作関東ムービー配給社、配給OP映画配給、1974年9月公開（成人映画・映倫番号 18126）
- 『夫婦セックス勝負』 : 主演小島麻里、製作関東ムービー配給社、配給OP映画配給、1974年11月公開（成人映画・映倫番号 18197）
- 『(秘)香港セックス基地』 : 主演小島麻里、製作関東ムービー配給社、配給OP映画配給、1974年12月25日公開（成人映画・映倫番号 18238）

- 『極秘女専門 トルコボーイ』 : 主演茜ゆう子、製作関東ムービー配給社、配給OP映画配給、1975年3月21日公開（成人映画・映倫番号 18307）
- 『夜の長崎 濡れた性』 : 主演藍めぐみ、製作関東ムービー配給社、配給OP映画配給、1975年5月23日公開（成人映画・映倫番号 18368）
- 『浮気夫婦の性合戦』 : 主演茜ゆう子、製作関東ムービー配給社、配給OP映画配給、1975年7月25日公開（成人映画・映倫番号 18424）
- 『(秘)女子大生 荒淫山脈』[12]（『荒淫山脈』[9]） : 主演北沢満里子、製作関東ムービー配給社、配給OP映画配給、1975年9月5日公開（成人映画・映倫番号 18476）
- 『新宿マッサージ 売春嬢殺し』 : 主演南ゆき、製作関東ムービー配給社、配給OP映画配給、1975年10月28日公開（成人映画・映倫番号 18531）
- 『痴漢のぞき窓』 : 主演路さとみ、製作関東ムービー配給社、配給OP映画配給、1975年12月17日公開（成人映画・映倫番号 18575）
- 『金髪トルコ嬢 (秘)SEX狂宴』（『金髪トルコ嬢㊙セックス狂宴』） : 主演小杉じゅん、製作・配給大蔵映画、1975年12月27日公開（成人映画・映倫番号 18598）

- 『雪夜の淫慾』 : 主演南ゆき、製作・配給大蔵映画、1976年4月16日公開（成人映画・映倫番号 18665）
- 『青春セックス花合戦』[2][9]（『売春セックス花合戦』[12]） : 主演ティミー杉本、製作・配給大蔵映画、1976年5月8日公開（成人映画・映倫番号 18712）
- 『痴漢 スケ狩り』 : 主演東祐里子、製作・配給ミリオンフィルム、1976年10月12日公開（成人映画・映倫番号 不明）

- 『絶倫性天国 一夫多妻』 : 主演原悦子、製作・配給大蔵映画、1977年4月26日公開（成人映画・映倫番号 19052）
- 『FLESH MARKETS 国際肉体市場』 : 主演深野達夫・東裕里子、製作関東ムービー配給社、配給ミリオンフィルム、1977年5月公開（成人映画・映倫番号 19082） - 監督（久保田元とも）
- 『青い山脈性キャンプ』 : 主演安田清美、製作・配給大蔵映画、1977年7月8日公開（成人映画・映倫番号 19137）
- 『痴漢のぞき窓』 : 主演路さとみ、製作・配給大蔵映画、1977年8月30日公開（成人映画・映倫番号 不明）
- 『ダンプ野郎と好色スケバン』（『ダンプ野郎 好色スケバン』[9][12]） : 主演青山涼子、製作・配給大蔵映画、1977年10月31日公開（成人映画・映倫番号 19244）
- 『東洋エマニエル夫人』 : 主演茜ゆう子、製作・配給大蔵映画、1977年12月25日公開（成人映画・映倫番号 19308）

- 『発情レポート 穴場遊び』 : 主演市村譲・青山涼子、製作関東ムービー配給社、配給ミリオンフィルム、1978年7月公開（成人映画・映倫番号 19447）
- 『失神!痴漢UFO』 : 主演椙山拳一郎・しば早苗、製作関東ムービー配給社、配給ミリオンフィルム、1978年10月公開（成人映画・映倫番号 19509） - 監督・脚本
- 『セックス訪問販売』 : 主演しば早苗、製作・配給大蔵映画、1978年12月3日公開（成人映画・映倫番号 19600）
- 『慾情!!』 : 主演青野梨麻、製作・配給大蔵映画、1979年2月14日公開（成人映画・映倫番号 19641）
- 『団地夫人 下から上まで』 : 主演杉佳代子、製作・配給大蔵映画、1979年2月25日公開（成人映画・映倫番号 19660）
- 『被害者200人 実録暴行白書』 : 主演霧川マリ、製作・配給大蔵映画、1979年4月30日公開（成人映画・映倫番号 19733）
- 『好色姉妹やわ肌』 : 主演杉佳代子、製作・配給大蔵映画、1979年6月11日公開（成人映画・映倫番号 19730）
- 『肉欲ショックポルノ』[9]（『肉慾ショックポルノ』[12]） : 主演青野梨麻、製作・配給大蔵映画、1979年6月30日公開（成人映画・映倫番号 19786）
- 『陶酔』（エクスタシー） : 製作、脚本久保田修二、主演青野梨麻、製作・配給大蔵映画、1979年10月1日公開（成人映画・映倫番号 19867）
- 『痴漢(秘)犯し魔』 : 主演青野梨麻、製作・配給大蔵映画、1979年11月10日公開（成人映画・映倫番号 19891）
- 『ヌーディストクラブ (秘)乱行』 : 主演青野梨麻、製作・配給大蔵映画、1979年12月1日公開（成人映画・映倫番号 19916）

### 1980年代
- 『ポルノショッカー 女変質者』 : 主演久須美護・霜川マリ、製作・配給大蔵映画、1980年1月21日公開（成人映画・映倫番号 19970）
- 『国際性感地帯』 : 主演青野梨麻、製作沢プロダクション、配給大蔵映画、1980年4月1日公開（成人映画・映倫番号 110042）
- 『痴漢と制服』（改題『痴漢と女子高生』[12]） : 企画・脚本久保田修二、主演青野梨麻、製作沢プロダクション、配給大蔵映画、1980年5月1日公開（成人映画・映倫番号 110055） - 監督、59分の上映用プリントをNFCが所蔵[8]
- 『金髪売春』 : 主演シルビア・ビンセント、製作・配給新東宝興業、1980年6月公開（成人映画・映倫番号 不明）
- 『女子学生 (秘)研究会』 : 主演高原リカ、製作沢プロダクション、配給大蔵映画、1980年7月公開（成人映画・映倫番号 110089）
- 『好色産婦人科医』 : 主演久須美護・栄雅美、製作沢プロダクション、配給大蔵映画、1980年8月公開（成人映画・映倫番号 110112）
- 『女高生(秘)告白日記』 : 主演中川夕子、製作・配給大蔵映画、1981年6月公開（成人映画・映倫番号 110428）
- 『女教師 夜の昂奮』 : 主演栄雅美、製作・配給大蔵映画、1981年7月公開（成人映画・映倫番号 110462）
- 『痴漢催眠術』 : 主演栄雅美、製作・配給大蔵映画、1981年8月公開（成人映画・映倫番号 110514）
- 『誘拐暴行』 : 主演奈美しのぶ、製作・配給大蔵映画、1981年10月公開（成人映画・映倫番号 110569）
- 『犯された枕探し』 : 主演栄雅美、製作・配給大蔵映画、1981年12月公開（成人映画・映倫番号 110621）

- 『女高生(秘)下宿生活』 : 主演川原ユキ、製作・配給大蔵映画、1982年1月公開（成人映画・映倫番号 110651）
- 『出航未亡人 ワイセツな夢』 : 主演栄雅美、製作・配給大蔵映画、1982年2月公開（成人映画・映倫番号 110684）
- 『ブルーフィルムの狂宴』（ビデオ題『若妻 本番失神』） : 主演霜川マリ、製作・配給大蔵映画、1982年4月公開（成人映画・映倫番号 110712）
- 『セックスカー 監禁暴行』 : 主演堀江以恵子、製作・配給大蔵映画、1982年7月公開（成人映画・映倫番号 110823）
- 『女高生暴走』 : 主演恵杏里、製作・配給大蔵映画、1982年9月公開（成人映画・映倫番号 110870）
- 『犯しの快感』 : 企画・脚本久保田修二、主演栄雅美、製作沢プロダクション、配給大蔵映画、1982年11月公開（成人映画・映倫番号 110926） - 監督、59分の上映用プリントをNFCが所蔵[8]
- 『覗かれた女子寮』 : 主演愛れい子、製作・配給大蔵映画、1982年12月公開（成人映画・映倫番号 110983）

- 『実録欲情地帯』 : 主演山地美貴、製作・配給大蔵映画、1983年3月公開（成人映画・映倫番号 111037）
- 『淫蕩鎌倉夫人』 : 主演小島マリ、製作・配給大蔵映画、1983年5月公開（成人映画・映倫番号 111108）
- 『暴行セックス地帯』 : 主演佐田川彩、製作・配給大蔵映画、1983年6月公開（成人映画・映倫番号 111156）
- 『昼は教師 夜は暴行魔』 : 主演松本麻里、製作・配給大蔵映画、1983年8月公開（成人映画・映倫番号 111213）
- 『北国慕情 濡れて悶える』 : 主演小島マリ、製作・配給大蔵映画、1984年3月公開（成人映画・映倫番号 111341）
- 『未亡人深く愛して』 : 主演河井憂樹、製作・配給大蔵映画、1984年6月公開（成人映画・映倫番号 111460）
- 『団地妻性愛白書』 : 主演中村京子、製作・配給大蔵映画、1984年7月公開（成人映画・映倫番号 111486）
- 『乱行エクスタシー夫人』 : 主演乙女ひろみ、製作・配給大蔵映画、1985年1月公開（成人映画・映倫番号 111642）

## ビブリオグラフィ
国立国会図書館蔵書等にみる論文・座談会等の書誌である。
- 「特集・ロケレポート 沖縄の怒りと悲しみの鎮魂歌 復帰後の"性と生"に挑む沢賢介監督の『夜の沖縄・ポルノ狩り』」 : 『成人映画』通巻第81号、現代工房、1972年10月1日発行
- 「監督紹介・沢賢介 我が道を行く"エロスの商人"」 : 『CINEMA LOOK』1977年11月号所収、サン出版、1977年11月発行